# Przegląd Kulturoznawczy
Przegląd Kulturoznawczy – czasopismo naukowe poświęcone szeroko rozumianej problematyce kulturoznawczej. Zawiera artykuły z zakresu teorii kultury oraz wyniki badań empirycznych z różnych obszarów kultury. Kwartalnik kierowany jest do akademickiego środowiska kulturoznawców oraz do wszystkich humanistów zainteresowanych naukową refleksją nad kulturą. Czasopismo wydawane jest przez  Komitet Nauk o Kulturze PAN i Wydział Zarządzania i Komunikacji Społecznej Uniwersytetu Jagiellońskiego.

## Redakcja
- Anna Nacher (redaktor naczelny)
- Ewelina Twardoch-Raś[2] (zastępca redaktora naczelnego)
- Justyna Janik (sekretarz redakcji)
- Grzegorz Godlewski[3]
- Ryszard W. Kluszczyński
- Adam Nobis
- Eugeniusz Wilk
- Ewa Rewers
- Magdalena Zdrodowska[4]